# طول موجة كومبتون
طول موجة كومبتون في ميكانيكا الكم (بالإنجليزية: Compton wavelength ) طبقا لنطرية الكم هي خاصية للجسيمات الأولية تقترن بكتلتها الساكنة . وقد قام العالم الفيزيائي آرثر كومبتون بإدخالها في ميكانيكا الكم عند محاولته تفسير تشتت الفوتونات على الإلكترونات ، وهي عملية تسمى تشتت كومبتون .
وطول موجة كومبتون لجسيم تساوي طول موجة فوتون تعادل طاقته الكتلة الساكنة للجسيم .
ويعرف طول موجة كومبتون λ لجسيم بالمعادلة :
{\displaystyle \lambda ={\frac {h}{mc}}\ }
حيث :
h ثابت بلانك,
m كتلة السكون للجسيم
c سرعة الضوء.
وطبقا لبيانات لجنة بيانات العلوم والتكنولوجيا الصادرة عام 2006 فيبلغ طول موجة كومبتون للإلكترون (2.4263102175±33)×10−12 م.
ويختلف طول موجة كومبتون بحسب كتلة السكون للجسيمات المختلفة مثل البروتون والنيوترون والميزون وغيرها .

## طول موجة كومبتون للإلكترون ,البروتونوالنيوترون
(طبقا لنشرة لجنة بيانات العلوم والتكنولوجيا الصادرة عام 2006

)
{\displaystyle {\begin{aligned}&\lambda _{\text{C(Elektron)}}&=2{,}426\,310\,217\,5\,(33)\ 10^{-12}\ \mathrm {m} \\&\lambda _{\text{C(Proton)}}&=1{,}321\,409\,844\,6\,(19)\ 10^{-15}\ \mathrm {m} \\&\lambda _{\text{C(Neutron)}}&=1{,}319\,590\,895\,1\,(20)\ 10^{-15}\ \mathrm {m} \end{aligned}}}

## علاقته بثوابت أخرى
طول موجة كومبتون المخفضة للإلكترون هو واحد من ثلاثة ثوابت مرتبطة بعضها البعض، والطولين الآخرين المعنيين هما :
- نصف قطر بور {\displaystyle a_{0}}
- نصف قطر كلاسيكي للإلكترون {\displaystyle r_{e}}.

وأي واحد منهم تمكن صيغته بمعرفة الإثنين الآخرين مع استخدام ثابت البناء الدقيق للذرة {\displaystyle \alpha }:
{\displaystyle r_{e}=\alpha \left({\frac {\lambda _{e}}{2\pi }}\right)=\alpha ^{2}a_{0}}
وينتسب طول موجة كومبتون (الغير مخفضة) إلى ثابت رايدبرج  كالآتي:
{\displaystyle 2R_{\infty }={\frac {\alpha ^{2}}{\lambda _{e}}}\ }

## اقرأ أيضا
- ميكانيكا الكم
- نموذج بور
- نصف قطر بور
- نصف القطر التقليدي للإلكترون
- ثابت البناء الدقيق
- تموج كمومي
- مبدأ عدم التأكد
- حالة قاعية
- تحلل ألفا

## وصلات خارجية
- ميكانيكا الكم (موسوعة ستانفورد للفلسفة)
- ميكانيكا الكم نسخة محفوظة 17 يوليو 2011 على موقع واي باك مشين.
- كل شيء تريد معرفته عن العالم الكمومي — من مجلة العالم الجديد.
- تاريخ ميكانيك الكم
- تطورات جديدة في فهم العلاقة بين الفيزياء الكلاسكية-الكمومية
- المرشد للفيزياء الكمومية
- مجموعة دروس قابلة للتنزيل حول ميكانيك الكم
- مقدمة للميكانيك الكمومي نسخة محفوظة 31 مايو 2006 على موقع واي باك مشين.
- محاضرات ثلاث لهانز بيثي